# Ester Razi'el-Na'or
Ester Razi'el-Na'or (hebrejsky אסתר רזיאל-נאור‎; 29. listopadu 1911 – 11. listopadu 2002) byla izraelská politička a poslankyně Knesetu za strany Cherut a Gachal.

## Biografie
Narodila se ve městě Smarhoń v tehdejší Ruské říši (pak Polsko, dnes Bělorusko). V roce 1923 přesídlila do dnešního Izraele. Vystudovala Levinského učitelský seminář v Tel Avivu. Už předtím v roce 1914 pobývala v Tel Avivu, kde její otec učil hebrejštinu na škole Tachmoni. Když vypukla první světová válka byla vyhoštěna. Od roku 1935 působila jako učitelka v Tel Avivu a Jeruzalému. V roce 1932 se zapojila do hnutí Bejtar a od roku 1936 se připojila k jednotkám Irgun. V roce 1939 byla první hlasatelkou rozhlasové stanice Irgunu Kol Cijon ha-lochemet, od roku 1943 pak působila i ve velitelských strukturách Irgunu. V roce 1944 byla zatčena mandátními britskými úřady a znovu v roce 1946, po teroristickém útoku na hotel King David. Jejím bratrem byl vůdce Irgunu, David Razi'el.

## Politická dráha
V izraelském parlamentu zasedla poprvé už po volbách v roce 1949, do nichž šla za Cherut. Stala se členkou parlamentního výboru pro vzdělávání a kulturu a výboru House Committee. Za stejnou stranu byla zvolena i ve volbách v roce 1951, volbách v roce 1955 a volbách v roce 1959(opět ve všech těchto volebních obdobích působila na postu člena výboru pro vzdělávání a kulturu a výboru House Committee). Na kandidátce Cherut uspěla rovněž ve volbách v roce 1961. Během následujícího funkčního období přešla do nové pravicové strany Gachal. Znovu zasedala jako členka výboru pro vzdělávání a kulturu a výboru House Committee. Dále byla předsedkyní podvýboru pro stav veřejných knihoven a podvýboru pro vzdělávací iniciativu mezi rodiči. Opětovně byla zvolena, na kandidátce Gachal, ve volbách v roce 1965. Zastávala post člena výboru pro vzdělávání a kulturu, výboru pro veřejné služby a výboru House Committee. Za Gachal získala poslanecký mandát i ve volbách v roce 1969. Zastávala nadále post člena výboru pro vzdělávání a kulturu a výboru House Committee.